# Preparing for War
Preparing for War è la prima raccolta del gruppo black metal norvegese Darkthrone, pubblicata il 30 ottobre 2000 da Peaceville Records.
Edita per commemorare i dieci anni dalla formazione della band, contiene tracce tratte da Soulside Journey, A Blaze in the Northern Sky, Under a Funeral Moon e Transilvanian Hunger, oltre a due tracce live e due tracce tratte dai demo A New Dimension e Thulcandra precedentemente inedite.
Il disco contiene anche un booklet che illustra la storia della band, mentre la copertina è tratta dal terzo demo della band Cromlech.
Pubblicato anche in edizione limitata digipack, è stato ripubblicato nel 2005 con un CD bonus contenente demo e un DVD contenente materiale live. Quest'edizione comprendeva anche un poster e un'intervista con il giornalista inglese James
Hinchliffe.

## Tracce
1. Transilvanian Hunger - 5:59
2. Snowfall - 9:04
3. Archipelago - 4:52
4. I en Hall Med Flesk Og Mjød - 5:04
5. The Pagan Winter - 6:34
6. Grave With a View - 3:27
7. Eon/Thulcandra (live) - 4:51
8. Soria Moria (live) - 3:42
9. Natassia in Eternal Sleep - 3:26
10. Cromlech - 4:08
11. In the Shadow of the Horns - 6:57
12. Neptune Towers - 3:27
13. Under a Funeral Moon - 4:57
14. Skald Av Satans Sol - 4:18
15. Iconoclasm Sweeps Cappadocia - 3:59

### Ristampa 2005

#### CD 2
1. Eon - 3:49
2. Thulcandra - 5:45
3. The Watchtower - 5:16
4. Accumulation of Generalization - 3:10
5. Sempiternal Sepulchraity - 3:21
6. A Blaze in the Northern Sky - 4:57
7. Kathaarian Life Code - 9:10
8. The Pagan Winter - 5:22
9. Where Cold Winds Blow - 7:37
10. In the Shadow of the Horns - 6:46
11. Summer of the Diabolical Holocaust - 5:15
12. Crossing the Triangle of Flames - 5:57
13. Under a Funeral Moon - 5:09

#### DVD
- Tracce 1-2 filmate a Oslo nel 1989, 3-11 a Riihimäki nel 1991, 12-15 a Lahti nel 1991 e 16-18 a Oslo nel 1996.

1. Eon/Thulcandra 4:31
2. Soria Moria - 3:31
3. Cromlech - 6:53
4. Life - 4:17
5. Soulside Journey - 5:28
6. Black Daimon - 3:53
7. Nor the Silent Whispers - 3:48
8. As Desertshadows - 5:09
9. Trident - 7:07
10. Paragon Belial - 5:51
11. A Blaze in the Northern Sky - 5:47
12. Cromlech - 4:15
13. Life - 3:33
14. Soulside Journey - 4:53
15. Black Daimon - 3:44
16. Intro/Under a Funeral Moon - 6:12
17. Blackwinged - 6:08
18. Transilvanian Hunger - 7:10

#### Contenuti speciali
- Interviste per la ripubblicazione di Soulside Journey, A Blaze in the Northern Sky, Under a Funeral Moon e Transilvanian Hunger.
- Galleria fotografica

## Formazione
- Nocturno Culto - voce, chitarra, basso
- Fenriz - batteria
- Andreas Risgebet - chitarra
- Zephyrous - chitarra
- Dag Nilsen - basso